# Kitro aus Naxos

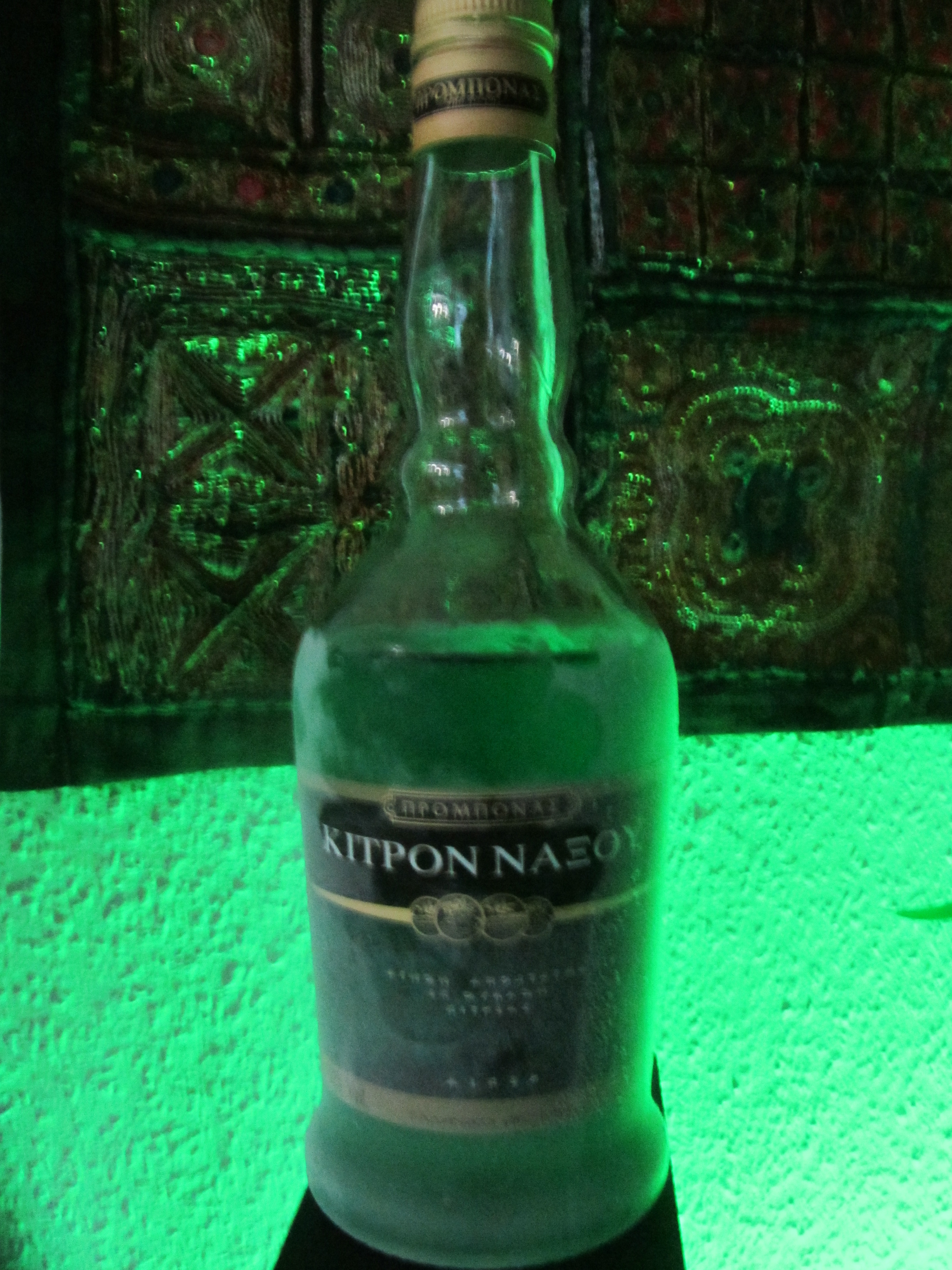
Kitron Naxou

Kitro aus Naxos (griechisch Κίτρο Νάξου Kitro Naxou) ist ein griechischer Likör.
Er gilt als Likör mit gesetzlich geschützter Herkunft auf der Kykladeninsel Naxos, wo er ausschließlich produziert wird. Die Destillerie „Vallindra“ im Ort Chalkio gilt als erster Hersteller. Hergestellt wird Kitro aus den Blättern des Zedratbaumes. Da von diesen lediglich ca. 2000 Exemplare auf der Insel wachsen, ist die Produktionsmenge beschränkt, und es existiert kein regulärer überregionaler Vertrieb.
Kitro gibt es in drei verschiedene Variationen. Grüner Kitro ist im Geschmack sehr süß und enthält 30 % Alkohol, etwas weniger als der etwas stärkere klare Zitron. Der Gelbe Kitro ist der stärkste mit dem höchsten Alkoholgehalt und der geringsten Menge an Zucker. Der Unterschied beruht auf der Zugabe unterschiedlicher Farbstoffe, die keinen Einfluss auf den Geschmack haben.